# Karl Richard Lepsius
Karl Richard Lepsius (Naumburg an der Saale, Prusia, 23 de diciembre de 1810 - Berlín, 10 de julio de 1884) fue un lingüista, bibliotecario y egiptólogo alemán, el fundador de la ciencia de la egiptología. 
Estudió desde joven los textos de Champollion para aprender los jeroglíficos y visitó todas las colecciones importantes europeas de objetos egipcios. Estudió arqueología griega y romana en Leipzig (1828-30), Gotinga (1830-32) y Berlín (1832-1833).
En 1837 publicó una obra sobre la transcripción de los jeroglíficos. En 1842, el rey de Prusia Federico Guillermo IV, por solicitud del ministro Joahann Eichhorn propuso a Lepsius dirigir una expedición a Egipto y Nubia.
Lepsius viajó a Egipto y exploró Guiza, Abusir, Saqqara y Dashur. Exploró 67 pirámides y más de 130 tumbas de nobles. En 1843 fue a Fayún donde encontró los restos del Laberinto de Egipto y la pirámide de Amenemhat III; excavó en Beni Hassan y Bersha, y visitó Luxor (lugar de la antigua Tebas). De allí pasó a Nubia, donde aprovechó para realizar un estudio de las lenguas locales. Después volvió a Luxor y pasó cuatro meses en Qurna, donde encontró numerosas tumbas; después exploró en Karnak. Finalmente fue al Sinaí. En el delta exploró Tanis. Más tarde dejó Egipto y volvió a Europa vía Beirut, Damasco, Baalbek y Estambul. Llegó a Trieste en enero de 1846.

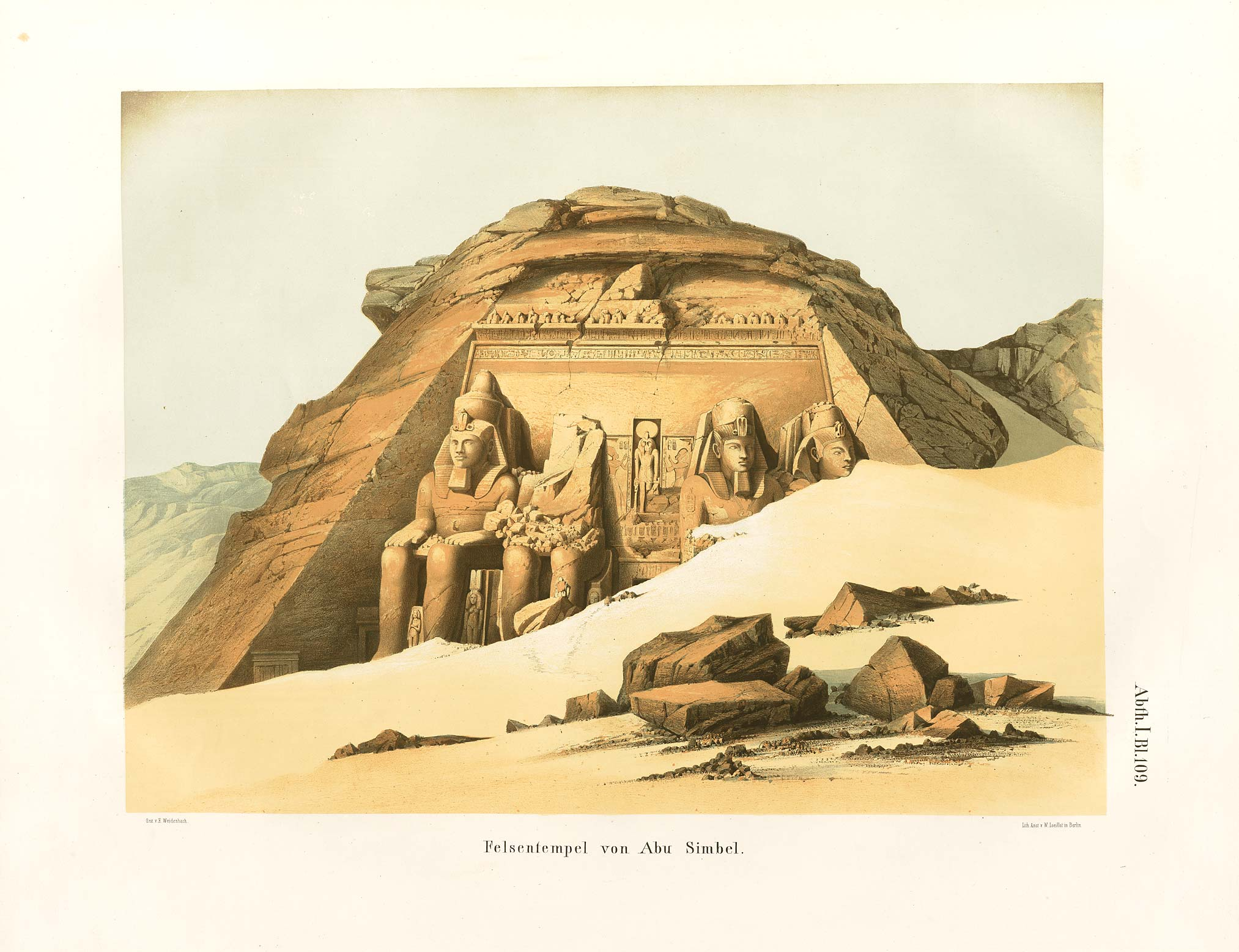
Denkmäler aus Ägypten und Äthiopien: El gran templo de Abu Simbel.

Sus trabajos y los de sus colaboradores fueron publicados en el libro Denkmäler aus Äegypten und Äethiopien (1849-1858), una serie de doce volúmenes de los que cinco eran textos y el resto ilustraciones.
Lepsius destruyó algunos monumentos para poder llevarse sus restos, entre otros, una columna de la tumba de Seti I que fue dinamitada. En 1846 fue nombrado profesor en la Universidad de Berlín y en 1865 director del Departamento de antigüedades egipcias del Museo de Berlín. Después del nombramiento volvió a Egipto (1866), exploró el delta del Nilo y encontró el Decreto de Canopo, un documento en idioma griego y egipcio demótico que se puede comparar a la Piedra de Rosetta. Más tarde regresó a Europa. La colección egipcia del museo estaba formada por unos quince mil objetos, la mayoría aportados por Lepsius.
En 1869 visitó Egipto por tercera y última vez, para asistir a la apertura del canal de Suez.
Murió en Berlín en 1884. Publicó varios libros y entre ellos el Libro de los Muertos, al que dio este nombre que se ha consolidado.
El asteroide (55733) Lepsius fue nombrado en su honor.

## Trabajos y publicaciones
- 1842. Das Todtenbuch der Ägypten nach dem hieroglyphischen Papyrus in Turin mit einem Vorworte zum ersten Male Herausgegeben. Leipzig: G. Wigand. (Reprinted Osnabrück: Otto Zeller Verlag, 1969)
- 1849. Denkmaeler aus Aegypten und Aethiopien nach den Zeichnungen der von Seiner Majestät dem Koenige von Preussen, Friedrich Wilhelm IV., nach diesen Ländern gesendeten, und in den Jahren 1842–1845 ausgeführten wissenschaftlichen Expedition auf Befehl Seiner Majestät. 13 vols. Berlín: Nicolaische Buchhandlung. (Reprinted Genève: Éditions de Belles-Lettres, 1972)
- 1852. Briefe aus Aegypten, Aethiopien und der Halbinsel des Sinai: Geschrieben in den Jahren 1842–1845 während der auf Befehl Sr. Majestät des Königs Friedrich Wilhelm IV. von Preußen ausgeführten wissenschaftlichen Expedition. Berlín: Verlag von Wilhelm Hertz
- 1855. Das allgemeine linguistische Alphabet: Grundsätze der Übertragung fremder Schriftsysteme und bisher noch ungeschriebener Sprachen in europäische Buchstaben. Berlín: Verlag von Wilhelm Hertz
- 1880. Nubische Grammatik mit einer Einleitung über die Völker und Sprachen Afrika's. Berlin: Verlag von Wilhelm Hertz